# Sephisa cauta
Sephisa cauta är en fjärilsart som beskrevs av John Henry Leech 1887. Sephisa cauta ingår i släktet Sephisa och familjen praktfjärilar. Inga underarter finns listade i Catalogue of Life.